# Otto Scheffer
Otto Scheffer (* 12. Juni 1811 in Frankenau im Landkreis Waldeck-Frankenberg; † 13. Juli 1882 in Gemünden) war ein deutscher Landwirt und Mitglied der kurhessischen Ständeversammlung.

## Leben
Otto Scheffer betrieb in Haina eine Landwirtschaft und erhielt 1847 aus dem Wahlkreis Frankenberg (Land) ein Mandat für die kurhessische Ständeversammlung. Diese wurde nach den Unruhen im Jahre 1830 zum Zweck der Beratung und Verabschiedung einer Verfassung gebildet und hatte bis 1866 Bestand, als das Land Hessen von Preußen annektiert wurde.
Scheffer blieb bis 1848 in dem Parlament. 